# جایزه دیوید دی دوناتلو بهترین کارگردان

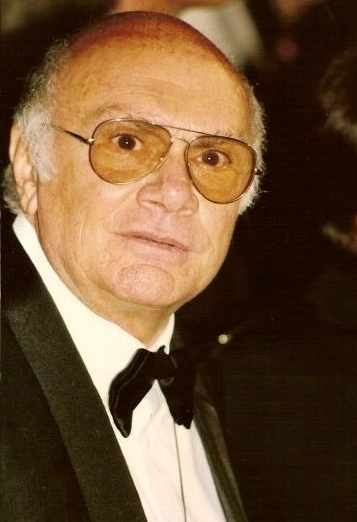
فرانچسکو رزی، برنده ی 12 جایزه دیوید دی دوناتلو

جایزه دیوید دی دوناتلو بهترین کارگردان (ایتالیایی: David di Donatello per il miglior regista) یکی از جوایز دیوید دی دوناتلو که از سال ۱۹۵۶ تاکنون به بهترین کارگردان ایتالیا داده می‌شود.

## دهه ۱۹۵۰
| سال  | کارگردان فیلم                     |
| ---- | --------------------------------- |
| ۱۹۵۶ | جانی فرانچولینی – Racconti romani |
| ۱۹۵۷ | فدریکو فلینی – شب‌های کابیریا      |
| ۱۹۵۸ | جایزه داده نشد                    |
| ۱۹۵۹ | آلبرتو لاتوادا – تمپست            |

## دهه ۱۹۶۰
| سال  | کارگردان فیلم                                                                                   |
| ---- | ----------------------------------------------------------------------------------------------- |
| ۱۹۶۰ | فدریکو فلینی – زندگی شیرین                                                                      |
| ۱۹۶۱ | میکل‌آنجلو آنتونیونی – شب                                                                        |
| ۱۹۶۲ | ارمانو اولمی – Il Posto                                                                         |
| ۱۹۶۳ | ویتوریو دسیکا – گوشه‌نشینان آلتونا                                                               |
| ۱۹۶۴ | پیترو جرمی – گمراه و رهاشده                                                                     |
| ۱۹۶۵ | ویتوریو دسیکا – ازدواج به سبک ایتالیایی فرانچسکو رزی – The Moment of Truth                      |
| ۱۹۶۶ | آلساندرو بلازتی – Me, Me, Me... and the Others پیترو جرمی – پرندگان، زنبورهای عسل و ایتالیایی‌ها |
| ۱۹۶۷ | لوئیجی کومنچینی – Misunderstood                                                                 |
| ۱۹۶۸ | کارلو لیتزانی – Bandits in Milan                                                                |
| ۱۹۶۹ | فرانکو زفیرلی – رومئو و ژولیت                                                                   |

## دهه ۱۹۷۰
| سال  | کارگردان فیلم                                                           |
| ---- | ----------------------------------------------------------------------- |
| ۱۹۷۰ | جیلو پونته‌کوروو – کوئیمادا                                              |
| ۱۹۷۱ | لوکینو ویسکونتی – مرگ در ونیز                                           |
| ۱۹۷۲ | سرجو لئونه – سرت را بدزد، احمق! فرانکو زفیرلی – برادر خورشید، خواهر ماه |
| ۱۹۷۳ | لوکینو ویسکونتی – لودویگ                                                |
| ۱۹۷۴ | فدریکو فلینی – آمارکورد                                                 |
| ۱۹۷۵ | دینو ریسی – بوی خوش زن                                                  |
| ۱۹۷۶ | ماریو مونیچلی – My Friends فرانچسکو رزی – Illustrious Corpses           |
| ۱۹۷۷ | ماریو مونیچلی – An Average Little Man والریو زورلینی – صحرای تاتارها    |
| ۱۹۷۸ | اتوره اسکولا – یک روز بخصوص                                             |
| ۱۹۷۹ | فرانچسکو رزی – Christ Stopped at Eboli                                  |

## دهه ۱۹۸۰
| سال  | کارگردان فیلم                                       | نامزد                                                                   |
| ---- | --------------------------------------------------- | ----------------------------------------------------------------------- |
| ۱۹۸۰ | مارکو بلوکیو – جهش در تاریکی جیلو پونته‌کوروو – Ogro |                                                                         |
| ۱۹۸۱ | فرانچسکو رزی – سه برادر                             | لوئیجی کومنچینی – Voltati Eugenio اتوره اسکولا – شور عشق                |
| ۱۹۸۲ | مارکو فرری – داستان‌های جنون معمولی                  | Salvatore Piscicelli – Le occasioni di Rosa کارلو وردون – Talcum Powder |
| ۱۹۸۳ | برادران تاویانی – شب سن لورنزو                      | جانی آملیو – Colpire al cuore اتوره اسکولا – آن شب در وارن              |
| ۱۹۸۴ | اتوره اسکولا – مجلس رقص                             | فدریکو فلینی – And the Ship Sails On نانی لوی – Where's Picone?         |
| ۱۹۸۵ | فرانچسکو رزی – کارمن                                | پوپی آواتی – Impiegati برادران تاویانی – Kaos                           |
| ۱۹۸۶ | ماریو مونیچلی – Speriamo che sia femmina            | فدریکو فلینی – جینجر و فرد نانی مورتی – The Mass Is Ended               |
| ۱۹۸۷ | اتوره اسکولا – خانواده                              | پوپی آواتی – Regalo di Natale فرانچسکو ماسلی – Storia d'amore           |
| ۱۹۸۸ | برناردو برتولوچی – آخرین امپراتور                   | فدریکو فلینی – Intervista نیکیتا میخالکوف – چشمان سیاه                  |
| ۱۹۸۹ | ارمانو اولمی – The Legend of the Holy Drinker       | مارکو ریسی – Mery per sempre جوزپه تورناتوره – سینما پارادیزو           |

## دهه ۱۹۹۰
| سال  | کارگردان فیلم                                                           | نامزد |
| ---- | ----------------------------------------------------------------------- | --- |
| ۱۹۹۰ | ماریو مونیچلی – Il male oscuro                                          | جانی آملیو – Open Doors پوپی آواتی – Storia di ragazzi e di ragazze فدریکو فلینی - صدای ماه نانی لوی - بچه‌های خیابان نانی مورتی - Red Lob |
| ۱۹۹۱ | مارکو ریسی – Ragazzi fuori ریکی توناتزی – اولترا                        | Francesca Archibugi – Towards Evening دنیله لوکتی – The Yes Man گابریله سالواتورس - مدیترانه                                              |
| ۱۹۹۲ | جانی آملیو – بچه‌های دزدیده‌شده                                           | مارکو ریسی – Il muro di gomma کارلو وردون – Maledetto il giorno che t'ho incontrato                                                       |
| ۱۹۹۳ | روبرتو فائنتسا – Jonah Who Lived in the Whale ریکی توناتزی – The Escort | Francesca Archibugi – The Great Pumpkin                                                                                                   |
| ۱۹۹۴ | کارلو وردون – Perdiamoci di vista                                       | نانی مورتی – خاطرات عزیز Pasquale Pozzessere – Padre e figlio                                                                             |
| ۱۹۹۵ | ماریو مارتونه – Nasty Love                                              | جانی آملیو – Lamerica آلساندرو دالاتری – Senza pelle                                                                                      |
| ۱۹۹۶ | جوزپه تورناتوره – The Star Maker                                        | برناردو برتولوچی – Stealing Beauty کارلو لیتزانی – Celluloide پائولو ویردزی - Ferie d'agosto                                              |
| ۱۹۹۷ | فرانچسکو رزی – آتش‌بس                                                    | روبرتو فائنتسا – Marianna Ucrìa ویلما لاباته – La mia generazione گابریله سالواتورس - نیروانا Maurizio Zaccaro - Il carniere              |
| ۱۹۹۸ | روبرتو بنینی – زندگی زیباست                                             | ماریو مارتونه – Rehearsals for War پائولو ویردزی – Ovosodo                                                                                |
| ۱۹۹۹ | جوزپه تورناتوره – افسانه ۱۹۰۰                                           | برناردو برتولوچی – محصور جوزپه پیچونی – Fuori Dal Mondo                                                                                   |

## دهه ۲۰۰۰
| سال  | کارگردان فیلم                            | نامزد |
| ---- | ---------------------------------------- | --- |
| ۲۰۰۰ | سیلویو سولدینی – Bread and Tulips        | Marco Bechis – Olympic Garage ریکی توناتزی – Canone inverso                                                                                       |
| ۲۰۰۱ | گابریل موچینو – The Last Kiss            | مارکو تولیو جوردانا – One Hundred Steps نانی مورتی – اتاق پسر                                                                                     |
| ۲۰۰۲ | ارمانو اولمی – The Profession of Arms    | جوزپه پیچونی – Light of My Eyes سیلویو سولدینی – Brucio nel vento                                                                                 |
| ۲۰۰۳ | پوپی آواتی – Incantato                   | مارکو بلوکیو – لبخند مادر من متئو گارونه – L'imbalsamatore گابریل موچینو - مرا به خاطر بسپار، عشق من فرزان ازپتک - Facing Windows                 |
| ۲۰۰۴ | مارکو تولیو جوردانا – بهترین دوران جوانی | پوپی آواتی – La rivincita di Natale مارکو بلوکیو – Good Morning, Night سرجو کاستلیتو - Don't Move متئو گارونه - اولین عشق                         |
| ۲۰۰۵ | پائولو سورنتینو – پیامدهای عشق           | جانی آملیو – The Keys to the House Davide Ferrario – Dopo mezzanotte Andrea Frazzi, Antonio Frazzi - A Children's Story فرزان ازپتک - Cuore Sacro |
| ۲۰۰۶ | نانی مورتی – The Caiman                  | Antonio Capuano – Mario's War میکله پلاچیدو – Romanzo Criminale سرجیو روبینی - La terra کارلو وردون - Il mio miglior nemico                       |
| ۲۰۰۷ | جوزپه تورناتوره – زن ناشناخته            | مارکو بلوکیو – The Wedding Director Emanuele Crialese – Nuovomondo دنیله لوکتی - برادرم تنها فرزند است ارمانو اولمی - Centochiodi                 |
| ۲۰۰۸ | آندره‌آ مولایولی – La Ragazza del Lago    | کریستینا کومنچینی – سیاه و سفید Antonello Grimaldi – Quiet Chaos Carlo Mazzacurati - La giusta distanza سیلویو سولدینی - Days and Clouds          |
| ۲۰۰۹ | متئو گارونه – گومورا                     | پوپی آواتی – Giovanna's Father Fausto Brizzi – Ex Giulio Manfredonia - Si può fare پائولو سورنتینو - ایل دیوو                                     |

## دهه ۲۰۱۰
| سال  | کارگردان فیلم                     | نامزد |
| ---- | --------------------------------- | --- |
| ۲۰۱۰ | مارکو بلوکیو – Vincere            | Giorgio Diritti – The Man Who Will Come فرزان ازپتک – Loose Cannons جوزپه تورناتوره - Baarìa پائولو ویردزی - The First Beautiful Thing |
| ۲۰۱۱ | دنیله لوکتی – زندگی ما            | مارکو بلوکیو – Sorelle Mai Saverio Costanzo - The Solitude of Prime Numbers Claudio Cupellini – Una vita tranquilla Michelangelo Frammartino - Le Quattro Volte Paolo Genovese – Immaturi ماریو مارتونه - Noi credevamo Luca Miniero - Benvenuti al Sud |
| ۲۰۱۲ | برادران تاویانی – سزار باید بمیرد | Emanuele Crialese – Terraferma مارکو تولیو جوردانا – Piazza Fontana: The Italian Conspiracy نانی مورتی - We Have a Pope پائولو سورنتینو - اینجا باید همان‌جا باشد                                                                                        |
| ۲۰۱۳ | جوزپه تورناتوره – بهترین پیشنهاد  | برناردو برتولوچی – Me and You متئو گارونه – واقعیت گابریله سالواتورس - Siberian Education Daniele Vicari - Diaz - Don't Clean Up This Blood |
| ۲۰۱۴ | پائولو سورنتینو – زیبایی بزرگ     | فرزان ازپتک – Fasten Your Seatbelts Carlo Mazzacurati - La sedia della felicità اتوره اسکولا – چقدر عجیبه اسمت فدریکو باشه پائولو ویردزی - Human Capital                                                                                                |